# Malaxlimpa
Malaxlimpan (eller Malax Limpa) är ett mörkt, grovt, sötsurt österbottniskt rågbröd som liknar kavring. Malaxlimpan har sitt ursprung i Malax som ligger i närheten av Vasa och är välkänt i hela Finland. Malaxlimpan är en typisk skärgårdslimpa med lång hållbarhet (flera månaders hållbarhet är inte ovanligt).   
Limpan skapades av Anna Malmberg från Malax tillsammans med hennes far Karl Malmberg, känd i bygden som "Bagar-Kalle". Limpan började bakas år 1906 och har bakats sedan dess. I början cyklade familjen runt till butiker i närheten och sålde in limpan. Anna rodde även till Vasklots hamn utanför Vasa, från kusten vid Malax i början av 1900-talet för att sälja brödet där till hamnarbetare och sjömän. Efterhand sålde hon den även på torget i Vasa, där den började kallas för Malax Limpa.
Det lilla bageriet som ursprungligen bakade limpan är idag Malax Limpan Ab. År 1976 började de producera Malaxlimpan industriellt. Efterfrågan växte och började säljas i hela Vasa län och sedermera hela Finland. Idag säljs limpan även i många butiker i Sverige. Företagets recept är hemligt, men i trakterna kring sitt ursprung är det vanligt att liknande bröd bakas även i hemmen. 